# Barbara Kmiecikowa
Barbara Halina Kmiecikowa, z domu Pieracka (ur. 4 czerwca 1924 w Warszawie, zm. 22 lipca 1977 w Krakowie) – bibliotekarka polska, kustosz Biblioteki Polskiej Akademii Nauk w Krakowie, specjalistka zbiorów kartograficznych.

## Życiorys
Była córką Kazimierza Pierackiego, dyrektora Państwowego Wydawnictwa Książek Szkolnych i wiceministra wyznań religijnych i oświecenia publicznego, oraz Janiny z domu Smaga. Stryjem jej był Bronisław Pieracki, minister spraw wewnętrznych RP, zastrzelony w 1934 przez nacjonalistę ukraińskiego. Barbara Pieracka nauki pobierała w Warszawie, częściowo w ramach tajnych kompletów, na których w 1942 zdawała maturę. Rozpoczęła również studia historyczne na Wydziale Humanistycznym tajnego Uniwersytetu Ziem Zachodnich. Osierocona w czasie wojny (ojciec zginął w obozie w Oświęcimiu 21 lutego 1941, matka zmarła w Warszawie w 1944), uczestniczyła w powstaniu warszawskim jako sanitariuszka w szpitalu na Chocimskiej, ewakuowanym następnie na Okęcie.
Studia z zakresu historii wznowiła we wrześniu 1945 w Krakowie i ukończyła je w 1951. Trudna sytuacja materialna zmusiła ją do utrzymywania się z udzielanych korepetycji. Przedwojenna harcerka, po wojnie należała do Bratniaka i Związku Byłych Więźniów Politycznych. Ze względu na pochodzenie borykała się z problemami z zatrudnieniem; w marcu 1953 przydzielono jej prace zlecone w Bibliotece Polskiej Akademii Nauk w Krakowie za sprawą jej dyrektora Jana Konstantego Dąbrowskiego. Po niespełna półtora roku, mimo początkowej odmowy, została w tej placówce zatrudniona na stałe (od 1 czerwca 1954). Pracowała w Oddziale Kartografii, następnie Dziale Zbiorów Specjalnych, zajmując się opracowaniem zasobu kartograficznego. Była kolejno asystentem (1954–1955), bibliotekarzem (1956–1960), starszym bibliotekarzem (1961–1964) i kustoszem (od 1965).
W Bibliotece PAN była pierwszą od półwiecza osobą, która zajęła się porządkowaniem zbioru kartograficznego – po Janie Bystrzyckim, założycielu Inwentarza kart i atlasów historyczno-geograficznych Akademii Umiejętności w Krakowie w 1896. W swojej pracy korzystała głównie z opracowania wewnętrznego Anieli Drozdowskiej Przepisy tymczasowe katalogowania i inwentaryzacji zbiorów kartograficznych ("Biuletyn Geograficzny PAN Instytut Geografii", zeszyt 11, 1954) i zgodnie z jego wytycznymi podzieliła zasób według cech zewnętrznych na mapy ścienne (symbol A), atlasy i mapy oprawne (B) oraz mapy luźne (C), a także wydzieliła cztery formaty atlasów i map luźnych (numeracja rzymska I-IV, gdzie I oznaczał format najmniejszy); system ten, w którym sygnatura składała się z numeru porządkowego, dużej litery i cyfry rzymskiej, okazał się trwały. Kmiecikowa opracowała też szczegółowe katalogi – przedmiotowy, chronologiczny i autorów, wraz z uzupełniającymi katalogami osobowymi (drukarzy, sztycharzy, litografów, wydawców, nakładców, redaktorów, rysowników). Łącznie skatalogowała 1709 sygnatur: 597 sygnatur atlasów i 1112 sygnatur map. Wyniki swojej pracy przedstawiła na łamach "Rocznika Biblioteki PAN w Krakowie" w obszernych artykułach Katalog atlasów (XVI–XVIII w.) Biblioteki Polskiej Akademii Nauk w Krakowie (tom 5, 1961) i Katalog map XVI–XVIII w. Biblioteki Polskiej Akademii Nauk w Krakowie (tom 12, 1967).
Opisy atlasów przekazywała także do Centralnego Katalogu Zbiorów Kartograficznych w Polsce, opracowywanego w Instytucie Geografii PAN w Warszawie; ukazało się w tym katalogu około 120 jej opisów atlasów. Opublikowała ponadto artykuł poświęcony katalogowaniu map, ze szczególnym uwzględnieniem zagadnienia opracowania map dawnych (Uwagi na temat sposobów opracowywania zbiorów kartograficznych, "Rocznik Biblioteki PAN w Krakowie", tom 15, 1970).
Cieszyła się opinią osoby o wielkiej inteligencji i nieposzlakowanej uczciwości, skromnej i cichej, obowiązkowej. W ostatnich latach życia ciężko chorowała, przeżyła też śmierć syna. Zmarła w Krakowie 22 lipca 1977.